# Bi-Ka jezici
Bi-Ka jezici, prema jednoj klasifikaciji su maleni ogranak hani jezika, šire skupine akha, kojim govori oko 110.000 ljudi u Kini i Laosu. U Kini se govori u provinciji Yunnan. Predstavnici su biyo [byo], jezik istoimenog naroda (Biyo) kojih ima oko 100,000 (1990 J-O Svantesson). Naziva se i bio i biyue, a vode se kao dio nacionalnosti Hani. Drugi jezik kaduo [ktp] govore Kaduo, oko 5.000 u Yunnanu i 5.000 u Laosu.
Po novijoj klasifikaciji jezici biyo i kaduo pripadaju u južne ngwi jezike, širu skupinu ngwi, dok je u bi-ka jezike klasificiran jezik enu.

## Vanjske poveznice
- Ethnologue (14th)
- Ethnologue (16th)